# Der unglaubliche Hulk (1977)
Der unglaubliche Hulk (Originaltitel: The Incredible Hulk) ist ein US-amerikanischer Fernsehfilm aus dem Jahr 1977. Die Grundlage bildete die Marvel-Comicfigur Hulk. Es handelt sich um die erste Realverfilmung der Hulk-Comics. Er diente als Pilotfilm für die 1978 nachfolgende Fernsehserie Der unglaubliche Hulk. Der Film erschien in Deutschland auf DVD.

## Handlung
Dr. David Banner, ein brillanter Forscher und Wissenschaftler, verliert bei einem Autounfall seine Frau Laura. Frustriert darüber, dass er sie aus dem brennenden Wrack nicht retten konnte, weil er nicht stark genug war, widmet er sich der Forschung zu übermenschlicher Kraft und dazu, wie sie in Stresssituationen hervorgerufen wird. Unterstützt wird er dabei von seiner Kollegin und guten Freundin Dr. Elaina Marks. Nach einem den Unfall wiederholenden Alptraum begibt sich David wie gewohnt ins Labor, wo Elaina merkt, dass er wieder vom Unfall geträumt hat. Sie baut ihn etwas auf und spricht dann mit verschiedenen Personen, die sich in einer Extremsituation übermenschlich stark fühlten, so zum Beispiel mit einem Feuerwehrmann, der eine Stahltür bei einem Brand auftreten konnte, mit einer älteren Frau, die nur mit Glück und Kraft einen Gasunfall überlebte, sowie mit einem Mann, der im Gefecht 17 Kugeln abgefangen hatte, ohne es zu merken. Als dann auch noch eine junge Mutter von einem Autounfall erzählt, der dem Davids ähnelt, wird es diesem zu viel und er verlässt das Interview. Erst gutes Zureden seitens Elaina beruhigt ihn wieder und das Interview und die Forschung werden fortgesetzt.
Zwischenzeitlich taucht ein Reporter namens Jack McGee auf, der für seine Zeitung, den National Register, über die Forschungen Banners recherchieren soll, was dieser aber ablehnt.
Etwas später betreiben David und Elaina weitere Forschungen und stellen sich die Frage, was die Menschen so starkgemacht hat. Als Elaina nach Hause fährt, kommt David zufällig auf die Lösung: Durch Sonnenstürme erhöhte Gammastrahlenwerte zu bestimmten Zeitpunkten. Als er dies seiner Kollegin telefonisch mitteilen will, nimmt diese nicht ab.
Ungeduldig beschließt David, einen Selbstversuch zu wagen. Im Strahlenlabor stellt er die Geräte für eine Bestrahlung ein und startet das Experiment. Er bemerkt dabei nicht, dass die Geräte dabei Alarm schlagen. Nach 15 Sekunden ist es vorbei, der gewünschte Effekt tritt jedoch nicht ein und David verlässt verärgert das Labor. Wegen eines Gewitters regnet es stark. David überfährt ein umgekipptes Schild, welches auf der Straße liegt, wodurch ein Reifen platzt. Als David den Reifen wechseln will, klemmt er sich die Hand im Wagenheber ein. Der Schmerz ist so groß, dass er aufschreit und eine seltsame Verwandlung beginnt: Die Augen färben sich weiß, seine Muskeln wachsen und zerreißen seine Kleidung, die Haut färbt sich grün… Der Hulk (Wie McGee ihn in der Serie nennt) ist geboren. Der Hulk zertrümmert das Auto, stößt es die Böschung herunter und verlässt den Schauplatz.
Am nächsten Morgen trifft das Monster an einem See auf ein kleines Mädchen, das bei der Flucht im Wasser landet. Als der Hulk ihr helfen will, schießt deren Vater ihn an, worauf der Hulk wiederum wütend das Gewehr des Vaters zerbricht und ihn ins Wasser zu dem Mädchen wirft. An einer Lichtung säubert er seine Schusswunde am Arm und die Rückverwandlung setzt ein. Sichtlich irritiert und geschockt über die weißen Augen und ohne Erinnerung an das Geschehene begibt sich David zu Elaina, die ihn sofort versorgt. Er erzählt ihr, was passiert ist, und Elaina beschließt, der Sache auf den Grund zu gehen. Auch McGee taucht bei ihr auf, um sie nach einem Interview zu fragen, lässt sie aber in Ruhe, als er David im Spiegel erblickt.
Kurz darauf befinden sich David und Elaina wieder auf dem Laborgelände, beziehen aber ein abgelegeneres Labor, da beide noch nicht wissen, womit sie es zu tun haben.
Zu seinem eigenen, aber auch zu Elainas Schutz begibt sich David in die dort vorhandene Druckkammer, die verhindern soll, dass die Kreatur ausbricht, sollte David sich wieder verwandeln. Elaina stellt indessen Erkundigungen zu Davids Selbstversuch an und erfährt Schreckliches, was sie David sofort mitteilt: Weil sein Kollege die Geräte, darunter auch den Gammastrahler, erheblich verbessert hat, wurde David unwissentlich statt den geplanten 300.000 Einheiten fast 2 Millionen Einheiten ausgesetzt. Diesen Prozess will David nun umkehren, weil er sich nicht wie Dr. Jekyll und Mr. Hyde fühlen möchte. Die Gammabestrahlung wird wiederholt, bringt aber keinen Effekt, sodass die beiden versuchen, zu Studienzwecken einen Ausbruch des Hulks zu provozieren, indem sie in der Druckkammer die Dunkelheit, den Regen und die Blitze der vergangenen Nacht nachstellen. Als auch das misslingt, legt David sich schlafen. Jedoch träumt er erneut von dem Unfall, was diesmal endlich den Hulk hervorruft. Als Hulk gelingt es ihm tatsächlich, aus der massiven Druckluftkammer zu entkommen, wobei Elaina feststellt, dass der Hulk den Verstand eines Kindes, das Aussehen eines Neandertalers und übermenschliche Kraft besitzt. Elaina gelingt es, den Hulk zu beruhigen und eine Blutprobe zu nehmen. David verwandelt sich vor ihren Augen zurück und erfährt von seiner Kollegin, was passiert ist. Noch während des Gesprächs erscheint McGee am Eingang, der recherchiert, wieso Banners Wagen zertrümmert und ein riesiger Fußabdruck daneben gefunden wurde. David belügt McGee und hofft, dass dieser von dannen zieht, jedoch gibt dieser so schnell nicht auf und versteckt sich in der Nähe des Labors, wo er beobachtet, wie Elaina und David erneut zu Testzwecken ins Hauptlabor fahren. Als sie fort sind, schleicht sich McGee ins Labor und entdeckt die Schäden, die der Hulk verursacht hat. David und Elaina kehren jedoch plötzlich zurück. David erwischt McGee, der sich in der Lagerkammer versteckt, dabei stößt dieser unbemerkt einen Bottich mit Chemikalien um. David begleitet McGee zum Ausgang und dieser will die Wahrheit wissen, dabei spricht David den legendären Satz, dass McGee ihn besser nicht wütend machen sollte. Im selben Moment bemerkt Elaina den Geruch der Chemikalien, jedoch explodiert das Labor. McGee wird am Bein verletzt, und David versucht, in das brennende Labor zu kommen. Am Seitenfenster entdeckt er Elaina unter einem Steinblock eingeklemmt. Die Verwandlung setzt ein drittes Mal ein, und dem Hulk gelingt es, Elaina zu befreien. Beim Verlassen des Labors wird der Hulk von McGee gesehen, als er mit Elaina im Wald verschwindet. Dort wacht diese noch einmal auf und sagt ihm, dass sie ihn liebt, verstirbt aber schließlich an ihren Verletzungen. Auch David wird von McGee für tot erklärt, weil er sah, wie David in Richtung Labor rannte.
Auf der Beerdigung von Elaina und David trifft McGee auf Davids Kollegen, dem er erklärt, dass er den Hulk jagen wird. Als der Friedhof später leer ist taucht David an den Gräbern auf, reisebereit. Er verabschiedet sich mit den Worten, sie auch geliebt zu haben, und geht in die Ferne, auf die Suche nach einem Heilmittel.

## Besetzung und Synchronisation
Der Film existiert in drei Synchronfassungen. Eine Synchronfassung wurde für die Veröffentlichung auf Video erstellt, hier wird Dr. Banner von Norbert Gescher gesprochen. Eine weitere Synchronfassung wurde fürs Kino erstellt, hier mit der Stimme von Volkert Kraeft als Dr. Banner, welcher ihn auch im ersten Reunion-Film erneut spricht. Die dritte Synchronfassung wurde 2003 erstellt, nachdem der von Ang Lee produzierte HULK-Film in die Kinos kam und der Pilotfilm erstmals zusammen mit dem TV-Zweiteiler „Verheiratet“ auf DVD erschien und beide mit der TV-Stimmenbesetzung Banners, Ekkehardt Belle, neu synchronisiert wurden. Auf der Box zur 1. Staffel der Serie sind alle drei Synchronversionen enthalten, von der Kinoversion allerdings nur etwa 20 min, in Super 8 Form. Für die Kinoversion wurde der Pilotfilm mit der TV-Folge „747“ zusammengeschnitten und einige Elemente des Pilotfilms ausgelassen. Der Pilotfilm wurde erstmals 2004 im Free-TV ausgestrahlt, als Zweiteiler und mit der Serien-Synchronisation. 1987 startete die Erstausstrahlung ohne den Pilotfilm, weshalb die Rückblenden innerhalb der Serie zu diesem etwas irritierend wirkten.
| Schauspieler    | Rolle                    | Synchronsprecher   | Synchronsprecher      | Synchronsprecher   |
| Schauspieler    | Rolle                    | Video (1979)       | Kino (1987)           | DVD (2003)         |
| --------------- | ------------------------ | ------------------ | --------------------- | ------------------ |
| Bill Bixby      | Dr. David (Bruce) Banner | Norbert Gescher    | Volkert Kraeft        | Ekkehardt Belle    |
| Lou Ferrigno    | Hulk                     | stumm              | stumm                 | stumm              |
| Susan Sullivan  | Dr. Elaina Marks         | Hallgard Bruckhaus | Heidi Schaffrath      | Dagmar Heller      |
| Jack Colvin     | Jack McGee               | Joachim Kerzel     | Andreas von der Meden | Reinhard Glemnitz  |
| Susan Batson    | Mrs. Maier               | Barbara Ratthey    | Marlen Diekhoff       | Michele Sterr      |
| Eric Server     | Polizist                 | Ulli Kinalzik      | Achim Schülke         | Thomas Albus       |
| Charles Siebert | Ben                      | Claus Jurichs      | Hans Sievers          | Walter von Hauff   |
| J. Jay Saunders | Controller               |                    |                       |                    |
| Ed Peck         | Capt. Brandes            |                    |                       |                    |
| Mario Gallo     | Mr. Martin Bram          |                    | Lothar Grützner       | Gerd Potyka        |
| Ted Cassidy     | Intro-Sprecher           |                    | Peter Kirchberger     | Hartmut Neugebauer |

## Produktion und Veröffentlichung
Der Film entstand bei Universal Television unter der Regie von Kenneth Johnson, der auch das Drehbuch schrieb. Howard Schwartz war für die Kameraführung verantwortlich, Editor war Alan C. Marks. Die künstlerische Leitung lag bei Charles R. Davis, für die Kostüme war Charles Waldo verantwortlich. Die Musik komponierte Joseph Harnell.
Der Film wurde am 4. November 1977 von CBS in den USA gezeigt. Ab dem 19. Juni 1980 wurde er in Deutschland in den Kinos gezeigt, wie zuvor schon in Australien, Frankreich und den Philippinen sowie später in weiteren Ländern. Der Kinovertrieb geschah durch CIC. Columbia House brachte den Film 1999 in den USA auf VHS heraus. Später folgten Veröffentlichungen in weiteren Ländern, darunter in Deutschland auf DVD. Neben der ursprünglichen Fassung mit 95 Minuten Laufzeit existieren Schnittfassungen mit 103, 105 und 120 Minuten.
Ursprünglich sollte der als Beißer aus der James-Bond-Reihe bekannte Schauspieler Richard Kiel den grünen Hünen spielen. Jedoch entschied man sich für den jüngeren Bodybuilder Lou Ferrigno. Kiel kann man dennoch 4 Sekunden lang als Hulk sehen, und zwar am See, als das kleine Mädchen ins Wasser fällt und der Hulk eine Möglichkeit sucht, sie zu retten. Dabei schaut er einen Baumstamm hinauf. In genau dieser Szene kann man Kiel sehen, wenn man in Zeitlupe schaut. Im Übrigen sind die Szenen am See an den Film Frankenstein aus dem Jahre 1931 angelehnt, wo der von Boris Karloff gespielte Frankenstein ebenfalls auf ein Mädchen am See trifft, wobei der Hulk für ein amüsantes Happy End der Situation sorgt, im Gegensatz zu Frankenstein.
Eine große Bekanntheit erreichte auch das „The Lonely Man Theme“ von Joseph Harnell. Man hört es im Pilotfilm, einmal in der Mitte, als Banner sich in der Druckkammer schlafen legt, und einmal am Ende als Banner auf die Reise geht.
Die weiße Jacke, die Banner am Ende des Films bei seinem Reisestart nach der Beerdigung trägt, ist das einzige Kleidungsstück, das die ganze Serie und sogar den ersten Reunion-Film überstanden hat und nie bei einer Verwandlung aufgerissen ist.

## Anspielungen in anderen Werken
Einige Elemente des Pilotfilms werden auch im MCU-Film Der unglaubliche Hulk von 2008 übernommen, so zum Beispiel der Gammastrahlenunfall im Labor (Edward Norton sitzt auf einem ähnlichen Stuhl in der Eröffnungsszene des Films), Jack McGee (Uni-Student auf dem Campus), das „The Lonely Man Theme“ (als Banner in Puerto Rico bettelt), ein von Banner vermasselter Ausspruch, angelehnt an den von Banner an McGee im Pilotfilm, welcher auch das Intro der Serie legendär machte, sowie Cameo-Auftritte von Lou Ferrigno (von Ekkehardt Belle, Bixbys Serienstimme, synchronisiert, als Wachmann) und Bill Bixby (am Anfang des Films, als Banner durchs Programm zappt und einen Ausschnitt einer alten Serie mit Bixby in der Hauptrolle ansieht).
In einer Episode von Family Guy wird der Pilotfilm von Seth McFarlane parodiert, zumindest einige Szenen, die gestaltet sind wie das Intro der Serie, nur dass Stewie Griffin Banner darstellt und Peter Griffin den Hulk sowie Mr. Tucker McGee. Und beim Abspann parodiert Stewie auch Banners jeweiligen Abgang, begleitet von „The Lonely Man Theme“.

## Kritik
Der Filmdienst kritisierte, der Film spielt „[u]nkritisch [...] mit der Ambivalenz von Gut und Böse, von Wissenschaft und Fantasie“. „[E]twas Reiz“ entfalte er höchstens mit „seiner unbekümmerten Verquickung altbekannter Kinomythen“. Ronald M. Hahn und Volker Jansen schrieben: „Nach einem erfolgreichen amerikanischen Comic strip gedrehter Film, der allerhöchstens Sekundärbegabte erfreuen kann“.
Der Schriftsteller Stephen King schrieb, dass es mit der Figur des Hulk gelungen sei, „zwei der Archetypen [des Horrorfilms] miteinander zu verbinden, […] und das mit nicht unerheblichen Erfolg.“ Nach seiner Darstellung kann man den Hulk „als Geschichte um einen Werwolf und als Geschichte um ein Ding sehen.“ Er selbst habe sich nur bei jeder Verwandlung gefragt, „wohin zum Teufel die Schuhe des Burschen verschwinden und wie er sie zurückbekommt.“